# Sorraia
El Sorraia es un antiguo tipo de caballo primitivo de Portugal (de la parte del río Sorraia), cuya influencia se hace patente en numerosas razas modernas de caballos ligeros.

## Características de la raza
Los sorraia tienen una apariencia bastante similar a las pinturas rupestres encontradas en el norte del Mediterráneo y la península ibérica. No es sorprendente que haya sido enlazada genéticamente con el ahora extinto tarpán, que vivió en el sur de Europa y Asia.
La raza tiene muchas características que son típicas de los equinos españoles prehistóricos, con una cabeza estrecha y convexa, y unas orejas largas y esbeltas. El cuello es elegante y musculoso, y sostiene a la cabeza formando un arco. 
Estos caballos son algo compactos, con una constitución gruesa, cruces bien definidas y una cola de tamaño mediano. Las caderas del Sorraia tienden a curvarse hacia abajo y afuera, en lo que se denomina caderas agudas. Esta característica puede darle al animal la apariencia de estar exageradamente en malas condiciones. Los Sorraias tiene un pecho angosto pero profundo con gran capacidad pulmonar y hombros horizontalmente angulosos. Sus piernas tiene articulaciones excepcionalmente buenas, cascos duros y pezuñas gruesas, así como excelentes huesos cañón que están alrededor de la sección en cruz y por lo tanto, más fuertes que en cualquier raza creada por el hombre. Estos caballos en tamaño natural pueden ir entre los 13 hh a 15 hh (similares en rango al tamaño de cebras y asnos). Los especímenes más pequeños probablemente deben su tamaño a que están especializados en sobrevivir en los pastizales marginales.
Sus crines y colas negras tiene una franja más clara, incluso blanquizca de pelo, llamada bicolor. Estos caballos tienen siempre colores "primitivos": bayo, gris o también una pigmentación oscurecida que puede parecer negro (lo cual es muy escaso). Ciertos bayos dorados pueden tener una bicoloración tan pronunciada de la crin y la cola que pueden parecer un palomino. Los Sorraias siempre tienen una franja dorsal y, a menos que la población haya sido genéticamente estancada, marcas de cebra en las piernas y en la cruz.
Los sorraias son extremadamente fuertes, pero de temperamento tranquilo y dócil. Poseedores de gran resistencia y energía, tienden a la longevidad y a poseer una larga vida de trabajo.

## Historia de la raza
Esta raza desciende de un grupo antiguo y está directamente emparentada con el Tarpán. Posiblemente se originaron en la región occidental de la península ibérica. Se pueden examinar los sobrevivientes restantes de lo que alguna vez fue una extensa población en un área entre los ríos Sor y Raia, de los cuales toma su nombre esta raza.
Tradicionalmente, el sorraia había sido utilizado para el arreo, el arado, carga ligera con arnés y paseo. Eran caballos muy buenos para los ganaderos y pastores de la región.
Los sorraia pueden haber tenido influencia de otras razas contemporáneas ibéricas, tales como los caballos españoles: el caballo andaluz, el Alter Real, el caballo cartujano y el caballo lusitano. El único vínculo genético realmente comprobado, es el establecido con el caballo lusitano que tiene un genotipo, si no exactamente como el del sorraia contemporáneo, lo bastante cercano para afirmar que fue otro genotipo de sorraia cuanto este caballo primitivo se distribuía en gran número. Se asume que los conquistadores españoles llevaron a las Américas algunos ejemplares con orígenes en la raza sorraia, ya que se puede encontrar evidencia de su ADN mitocondrial en un par de grupos equinos del Oeste de Estados Unidos. El hecho más notable en América es un intento de los criadores de revivir la raza Sorraia a través del Sorraia Mustang Studbook . Algunas pruebas genéticas se llevan a cabo para saber si existen genotipos del Sorraia en el Caballo chileno, que es la raza más pura y antigua en América.
En realidad, fue Ruy d'Andrade, criador del Alter Real y  del caballo lusitano, quien redescubrió la raza en la década de 1920, en que encontró una manada de 30 ejemplares en el estado de Sesmaria. D'Andrade no pudo capturar ninguno de estos caballos salvajes, en los cuales observó abundantes signos de los típicos cuerpos y extremidades, sin embargo, reunió una colección de caballos entre los granjeros del área que tenían una apariencia notablemente similar. Los descendientes de estos caballos aún son mantenidos por la familia D'Andrade en Portugal, que poseen una pequeña manada silvestre. Los exámenes del ADN mitocondrial han demostrado que estos caballos tiene un genotipo muy distinto del resto de las razas ibéricas, excepto por una parte de los lusitanos que parecen tener un vínculo materno con los Sorraia, lo cual podría indicar que las elecciones de los animales por parte de D'Andrade fueron muy exactas en la obtención de la genealogía de los sorraia que aún existen en esa región de Portugal. 
Actualmente, se cuestiona que todos los ejemplares de esta raza sean 100% puros. De hecho, su situación es muy similar al 
Caballo de Przewalski de Mongolia, que también ha sufrido un pequeño grado de cruce genético antes de que se tomaran medidas de conservación de emergencia finalmente.